# Nasutoceratops
Nasutoceratops – rodzaj roślinożernych dinozaurów z rodziny ceratopsów, zamieszkujący na terenie kontynentu północnoamerykańskiego w okresie późnej kredy. 

## Historia odkrycia
Szczątki N. titusi zostały znalezione po raz pierwszy przez zespół amerykańskich paleontologów – Scott D. Sampson, Eric K. Lund, Mark A. Loewen, Andrew A. Farke oraz Katherine E. Clayton – na terenie Grand Staircase-Escalante National Monument w Kaiparowits Formation w amerykańskim stanie Utah. Gatunek, oraz rodzaj Nasutoceratops został po raz pierwszy opisany w czasopiśmie „Proceedings of the Royal Society B” w 2013 roku. Nazwa rodzajowa nawiązuje do łacińskiego nasutus oznaczającego „wielki nos”, zaś epitet gatunkowy titusi jest eponimem mającym na celu upamiętnienie paleontologa Alana Titusa, który prowadził prace wydobywania skamieniałych szczątków N. titusi w Grand Staircase-Escalante National Monument. Holotyp składający się z kompletnej czaszki, elementów kręgów szyjnych i grzbietowych oraz fragmentów kończyn przednich przechowywany jest w Muzeum Historii Naturalnej w Utah.

## Systematyka
Na podstawie wyników badań filogenetycznych naukowcy stwierdzili, że Nasutoceratops jest taksonem siostrzanym rodzaju awaceratops (Avaceratops).

## Budowa ciała
Masa ciała N. titusi sięgała dwóch i pół tony, przy długości ciała około 5 metrów. Bardzo duży nos dinozaura miał bardzo charakterystyczny kształt przypominający dziób tukana lub papugi. Zwierzę miało wielką czaszkę o długości około 1,8 m i potężne rogi wygięte do przodu. Zdaniem paleontologów były to najdłuższe rogi wśród znanych gatunków tej grupy zwierząt.

## Występowanie
N. titusi zamieszkiwał w okresie późnej kredy (około 75 milionów lat temu) tereny dzisiejszej Ameryki Północnej. Jego szczątki znaleziono w Stanach Zjednoczonych na terenie stanu Utah.